# 西久保
西久保（にしくぼ）は、東京都武蔵野市の町名。現行行政地名は西久保一丁目から西久保三丁目。郵便番号は180-0013（武蔵野郵便局管区）。

## 地理
武蔵野市の中部に位置する。西から時計回りに関前、緑町、吉祥寺北町、中町及び三鷹市上連雀に隣接する。

### 河川
自然河川は存在しないが、玉川上水が当町域の南端（三鷹市境）に設置されている。

### 地価
住宅地の地価は2017年（平成29年）1月1日の公示地価によれば西久保1-31-10の地点で57万4000円/m2となっている。

## 歴史
- 1657年（明暦3年）-  明暦の大火の後、西之久保町（西久保城山町）が北条氏利屋敷となり消滅、町民は寛文2年（1662年）多摩郡牟礼村にて新田開発を命じられ、後に西久保村（西窪村）と称す。
- 1889年（明治22年）- 町村制施行の際に、北多摩郡西窪村が合併により北多摩郡武蔵野村となる。
- 1962年（昭和37年）4月1日 - 武蔵野市内の町名整理が行われ、大字西窪が西久保・緑町に分割される[6]。
- 1965年（昭和40年）3月1日 - 住居表示実施[6]。

## 世帯数と人口
2018年（平成30年）1月1日現在の世帯数と人口は以下の通りである。
| 丁目         | 世帯数    | 人口     |
| ------------ | --------- | -------- |
| 西久保一丁目 | 1,340世帯 | 2,588人  |
| 西久保二丁目 | 2,568世帯 | 4,490人  |
| 西久保三丁目 | 2,771世帯 | 4,774人  |
| 計           | 6,679世帯 | 11,852人 |

## 小・中学校の学区
市立小・中学校に通う場合、学区は以下の通りとなる
| 丁目         | 街区 | 小学校               | 中学校               |
| ------------ | ---- | -------------------- | -------------------- |
| 西久保一丁目 | 全域 | 武蔵野市立第五小学校 | 武蔵野市立第五中学校 |
| 西久保二丁目 | 全域 | 武蔵野市立第五小学校 | 武蔵野市立第五中学校 |
| 西久保三丁目 | 全域 | 武蔵野市立第五小学校 | 武蔵野市立第五中学校 |

## 交通

### 鉄道

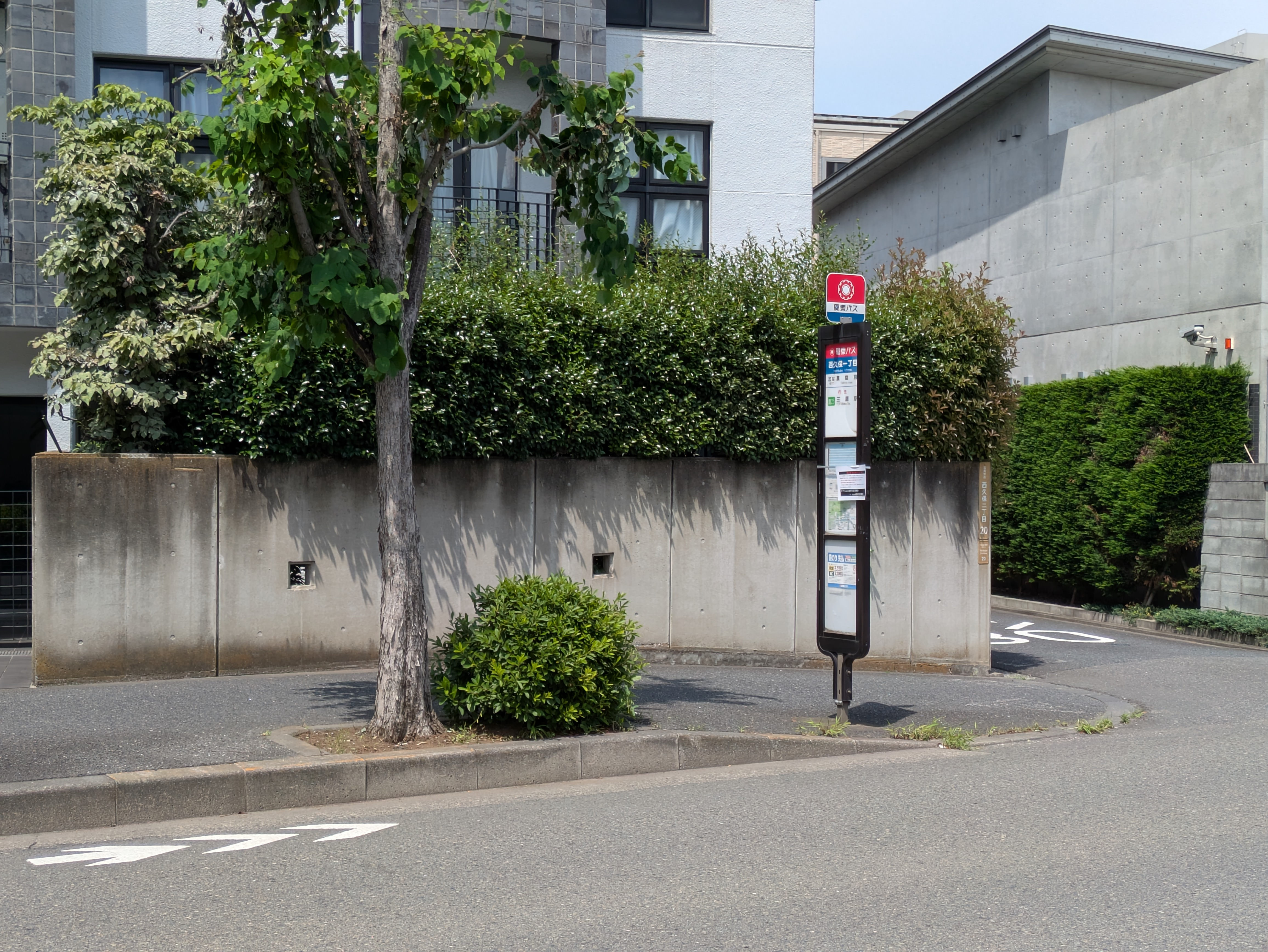
西久保1丁目バス停

| 隣接する街区の駅                                      |
| ----------------------------------------------------- |
| JR中央線 JR 中央・総武線各駅停車 - 三鷹駅(JC12)(JB01) |

### バス
関東バス武蔵野営業所および西武バス上石神井営業所により、三鷹駅北口を拠点として、武蔵野市役所、西東京市、練馬区方面への路線が運行されている。町内には以下のバス停が存在する（ムーバス除く）。三鷹駅から近い順に記載。
- 三鷹通り沿い - 横河入口、西久保二丁目、市民文化会館入口
- 五日市街道沿い - 武蔵野営業所、稲荷神社前、第五小学校
- 井の頭通り - 農協前、西久保一丁目

この他、武蔵野市コミュニティバス「ムーバス」の三鷹駅北西循環（4号線）が三鷹駅北口と西久保・関前（循環運行）を結んでおり、1-1番～2番と13-1番～19番のバス停が西久保に所在する。

### 道路
- 東京都道7号杉並あきる野線（五日市街道・井ノ頭通り）
- 東京都道121号武蔵野調布線（三鷹通り）

## 施設
- 飯田グループホールディングス本社・別館
- すかいらーくホールディングス本社・三鷹第1・第2オフィス
- 東京電力パワーグリッド武蔵野支社
- NTT東日本東京支店西久保ビル
- JA東京むさし武蔵野支店・武蔵野新鮮館
- いなげや武蔵野西久保店
- 武蔵野市シルバー人材センター
- 武蔵野郵便局
- 東京都多摩府中保健所武蔵野三鷹地域センター
- 学校法人武蔵野東学園武蔵野東高等専修学校
- 都営西久保三丁目アパート

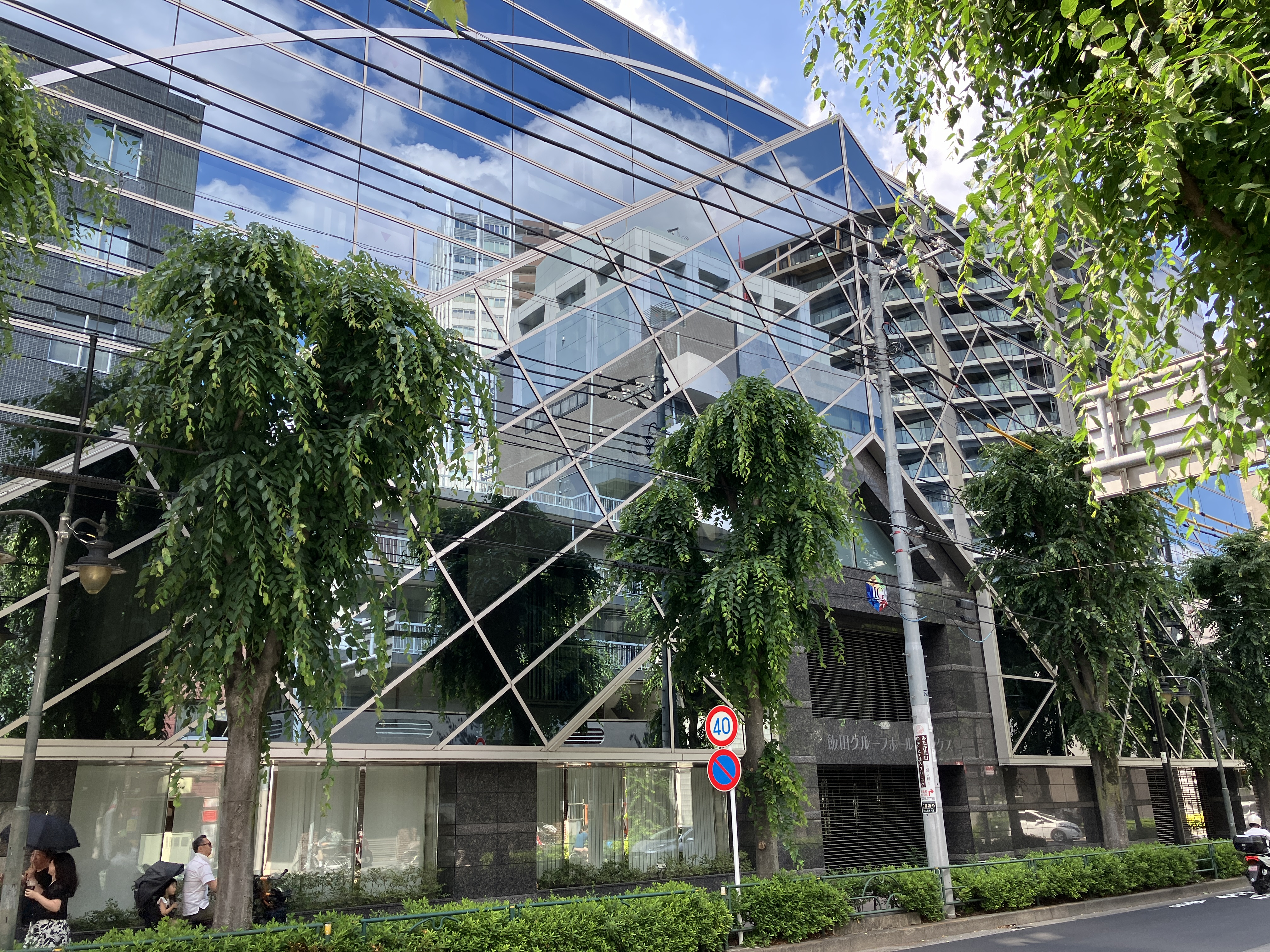
飯田グループホールディングス・本社
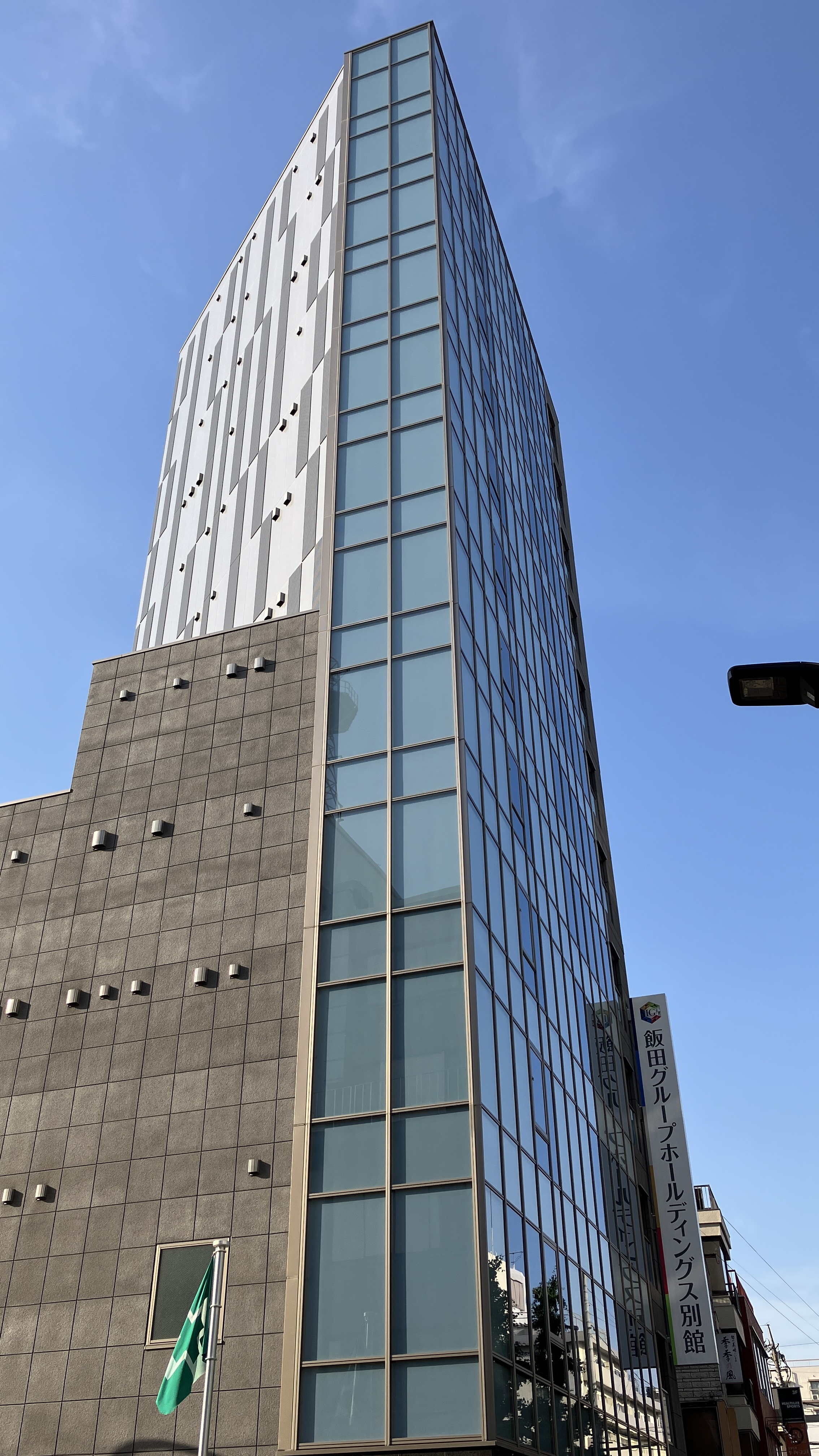
飯田グループホールディングス・別館
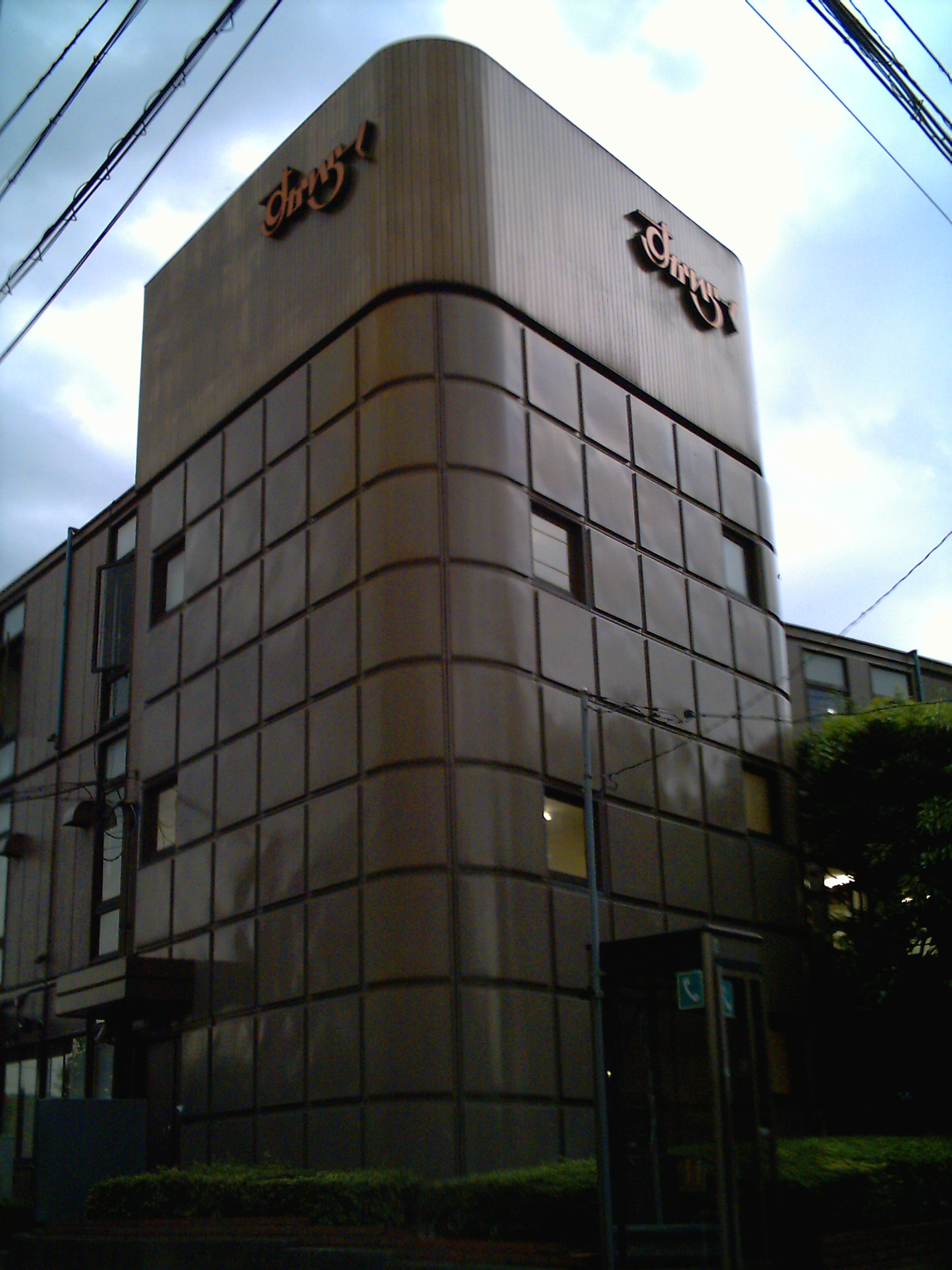
すかいらーくホールディングス・本社
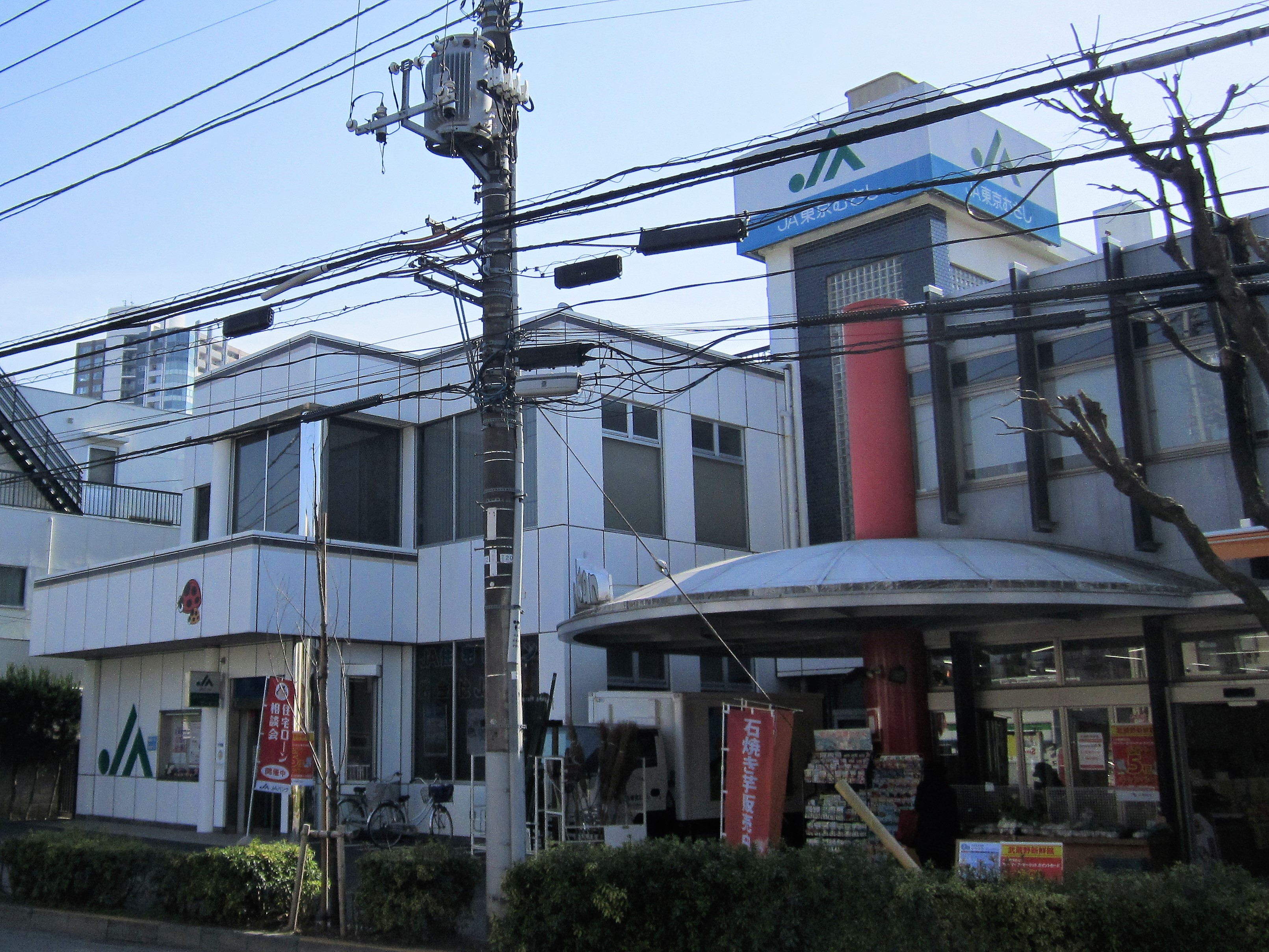
JA東京むさし・武蔵野支店
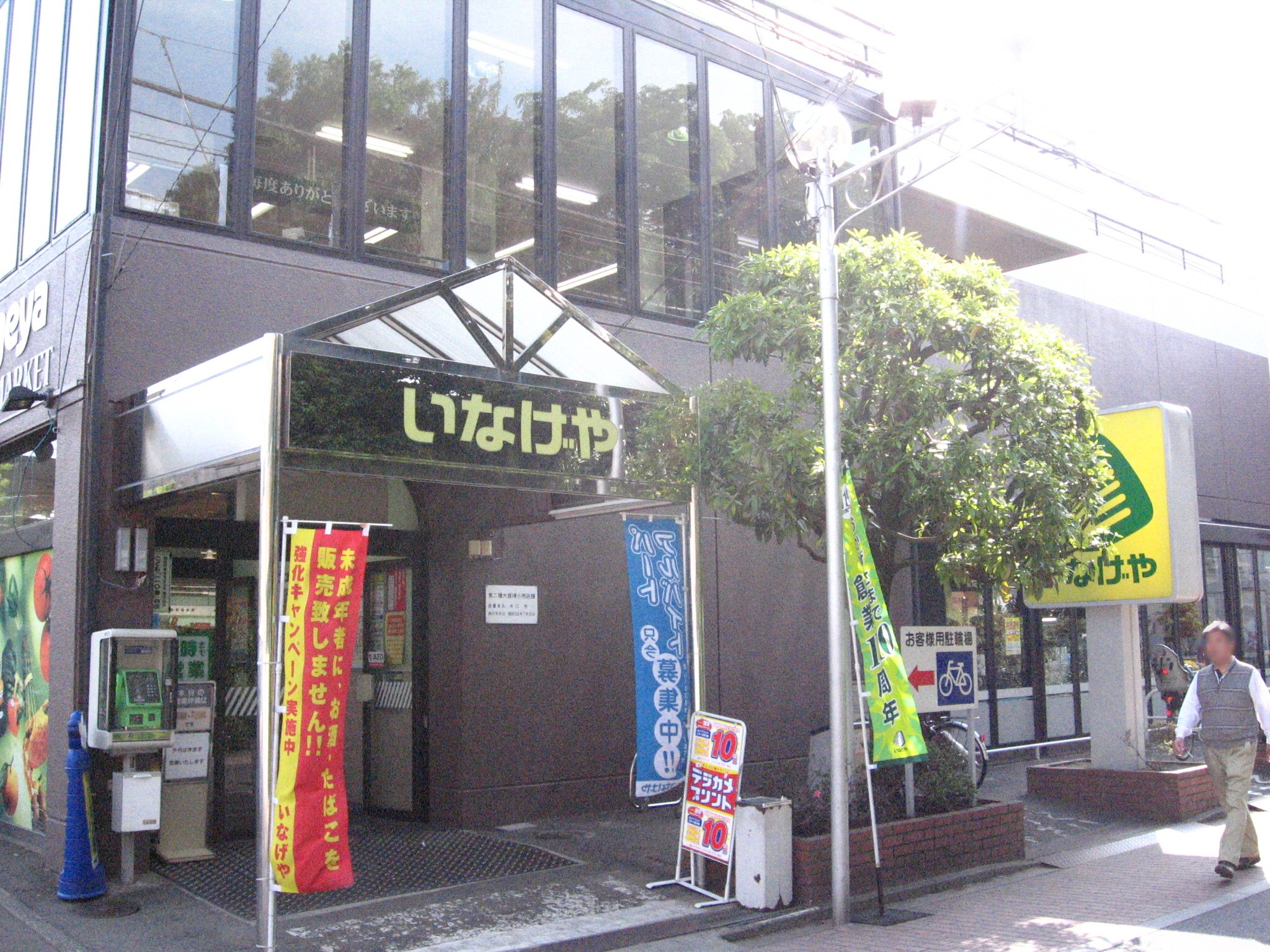
いなげや・武蔵野西久保店
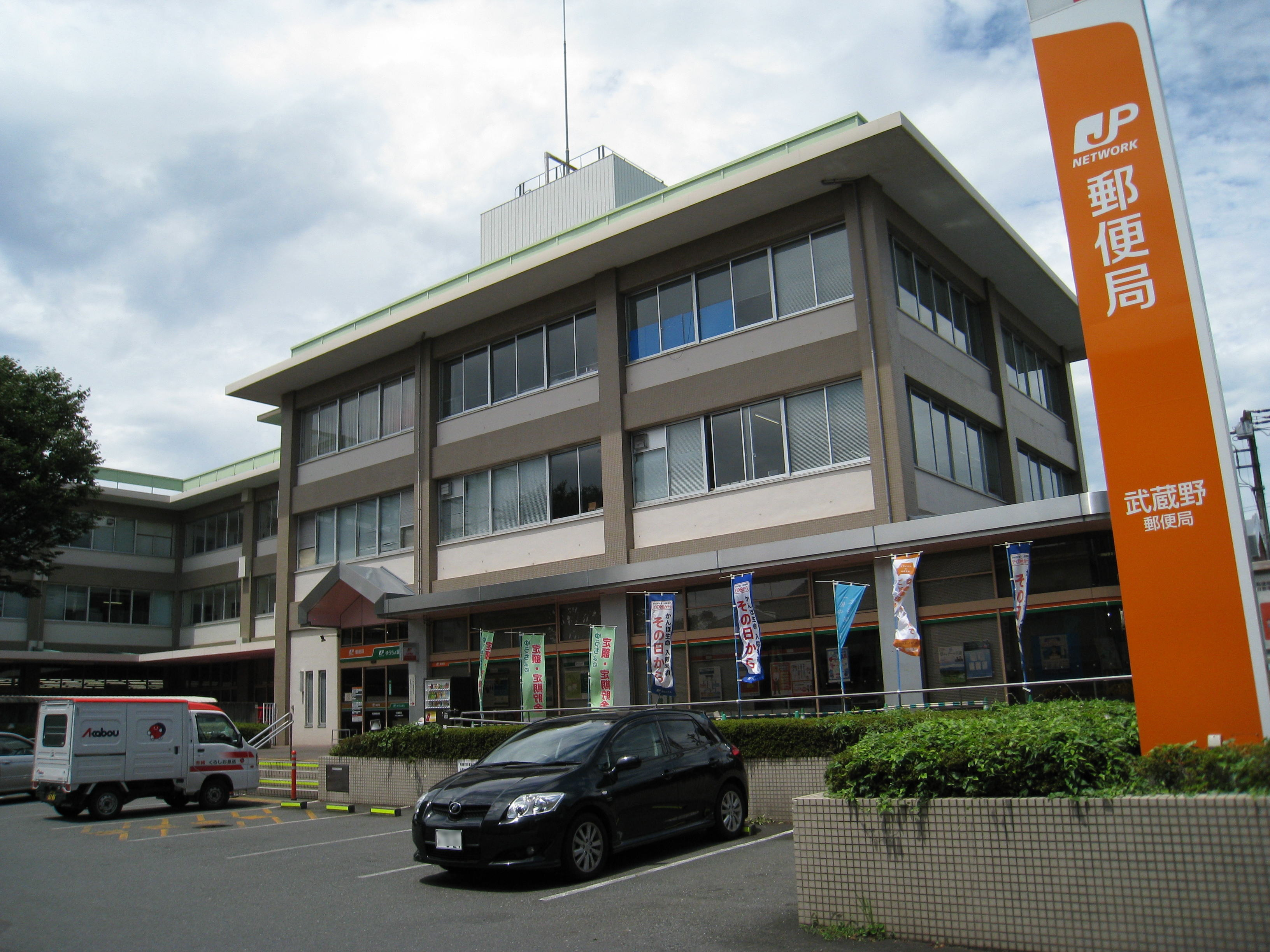
武蔵野郵便局
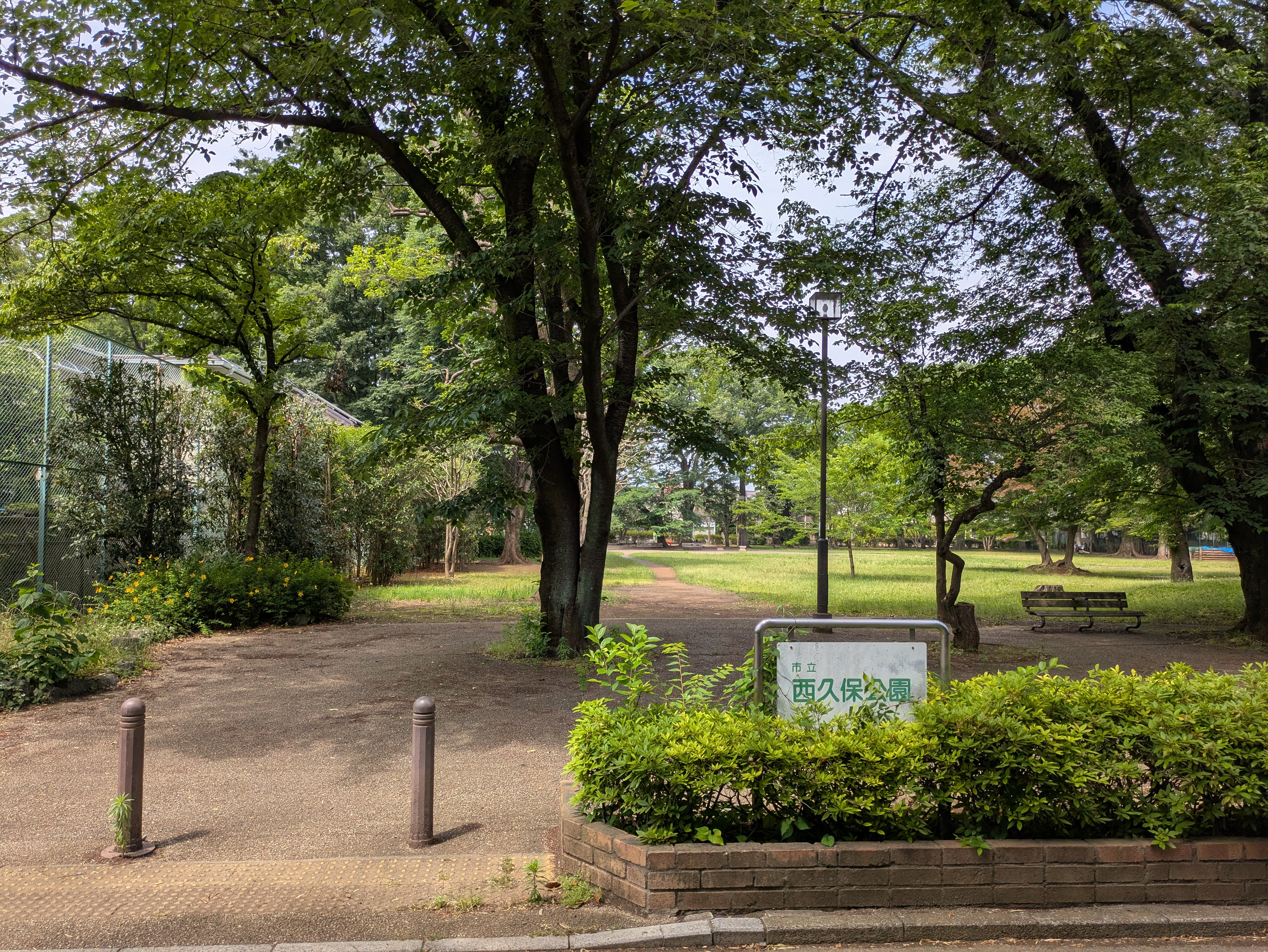
西久保公園
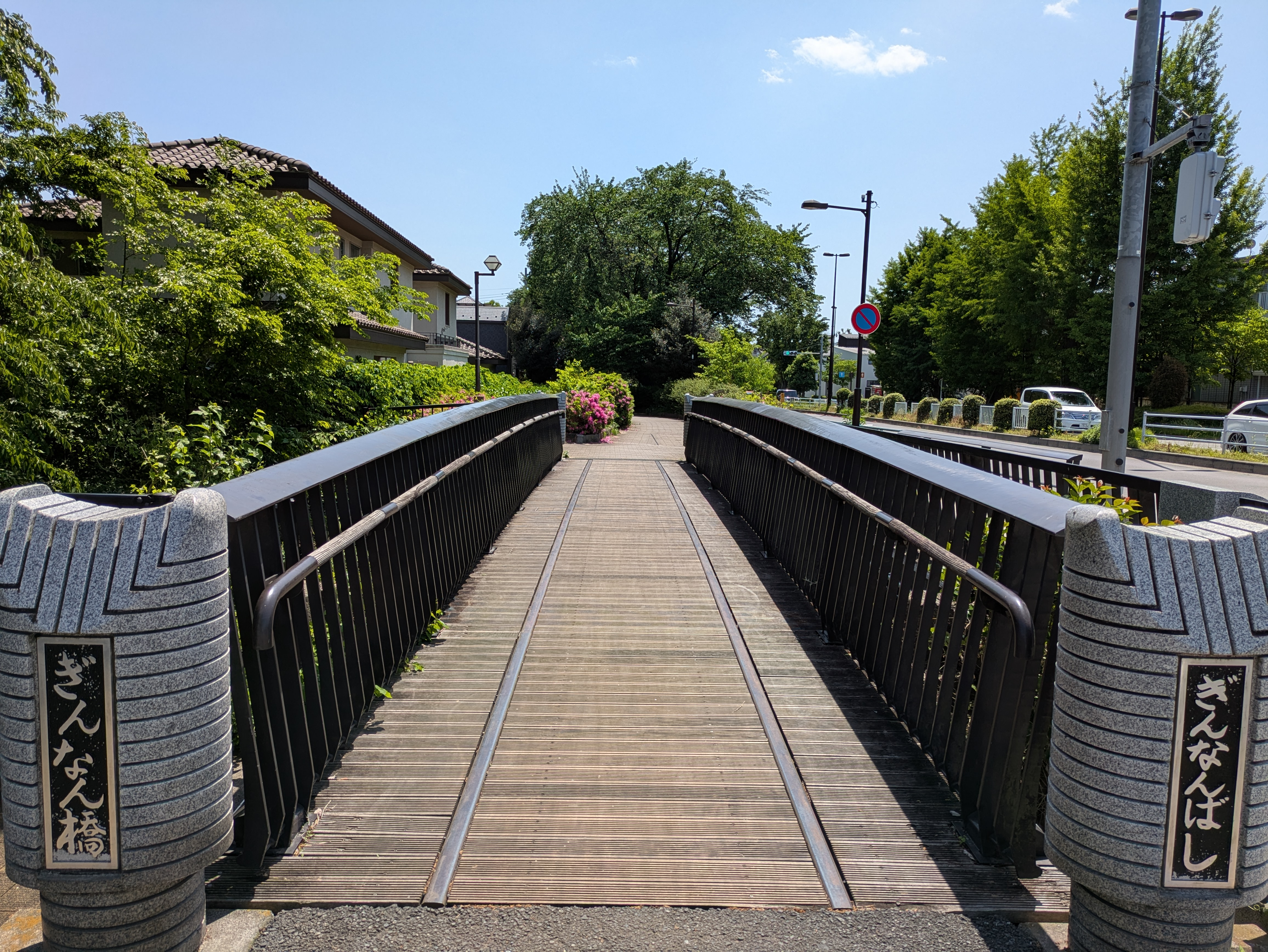
玉川上水に架かる「ぎんなん橋」。武蔵野競技場線の廃線跡を偲ばせる線路の装飾がしてある。